# Lassaâd Ben Abdallah
 (avril 2024).
Si vous disposez d'ouvrages ou d'articles de référence ou si vous connaissez des sites web de qualité traitant du thème abordé ici, merci de compléter l'article en donnant les références utiles à sa vérifiabilité et en les liant à la section « Notes et références ».
Lassaâd Ben Abdallah, né en 1958 à Tunis, est un metteur en scène de théâtre tunisien.

## Biographie
Né en 1958, il étudie à l'Institut supérieur d'art dramatique de Tunis puis dirige la compagnie Cith'art entre 1988 et 2000, produisant des feuilletons radiophoniques et une dizaine de pièces de théâtre, telles que Nwakez, Taqacim, Flouss El Guez, Zarkoun Story, Ritsi, Koussouf[réf. nécessaire] et Haute surveillance.

### Le Kef
Occupant les fonctions de directeur du Centre national des arts dramatiques et scéniques du Kef de novembre 2000 à septembre 2007[réf. nécessaire], il initie en mars 2001 la première édition des « 24 heures de théâtre non-stop » qu'il dirige durant sept sessions[réf. nécessaire]. 
Le centre assure plus de 800 représentations tout au long de ces années, que ce soit dans ses locaux et en tournée nationale et internationale. 18 productions théâtrales, musicales et de danse ainsi que deux coproductions théâtrales internationales sont mises sur pied ; deux productions radiophoniques de trente épisodes sont réalisées pour le compte de Radio Le Kef ; un texte théâtral et deux CD audio sont édités ; 18 stages de perfectionnement dans différents domaines sont organisés pour les artistes et techniciens de la région et du centre. Ben Abdallah met notamment en scène Kef El Hawa, Photocopie et une performance de danse et théâtre, Bakhara.
 En 2002, il écrit et met aussi en scène Al-Mansiat, une pièce ancrée dans le patrimoine musical régional et dont les représentations ont lieu dans tout le Maghreb,.
Durant cette période, le Centre national des arts dramatiques et scéniques du Kef est membre de l'Informal European Theater Meeting dont Ben Abdallah est membre du conseil d'administration pendant trois ans[réf. nécessaire].

### Hammamet
Directeur du Centre culturel international d'Hammamet de septembre 2007 à mai 2011[réf. nécessaire], il assure la direction et la programmation du Festival international d'Hammamet et du festival des Nuits ramadanesques d'Hammamet (2007-2009)[réf. nécessaire], et lance un événement autour des arts lyriques, Dar Sébastian fait son opéra.
Ben Abdallah fait aussi adhérer en 2008 le centre au Réseau européen des centres culturels de rencontre et conclut un partenariat avec l'Association d'éducation relative à l'environnement d'Hammamet (2009-2011) autour du projet européen « Redécouvrons ensemble les mémoires de l'eau », un projet soutenu par l'Union européenne dans le cadre du programme Euromed Héritage 4.

### Projets associatifs
À partir de 2012 et parallèlement à sa carrière professionnelle, Lassaâd Ben Abdallah participe à des projets associatifs à portée artistique. Il collabore notamment avec les associations Kolna Tounes et Beity.

#### Kolna Tounes
Directeur artistique du Dougga Festhéâtre en 2012-2013, il est coordinateur de l'évènement musical Koulna Moussika à Tozeur en novembre de la même année et coordinateur de l'évènement pluridisciplinaire KolnaFen@Testour entre décembre 2012 et mars 2013[réf. nécessaire].
Ben Abdallah est par ailleurs co-auteur et co-réalisateur avec Emna Menif du documentaire Mille et un Tunisiens racontent. Deux épisodes consacrés à Testour et Sakiet Sidi Youssef sont projetés en mai 2013 au Théâtre municipal de Tunis dans le cadre du festival Doc à Tunis.
Il assure également la réalisation de la célébration du centenaire de Bchira Ben Mrad en décembre 2013 et la direction artistique de Nefta FestPoème en mars 2013. Coordinateur de Kolna Feija en juin 2013, il est directeur artistique du projet Kolna Hirfa (2013-2015) en partenariat avec l’Organisation internationale pour les migrations[réf. nécessaire].

#### Beity
En août 2016, à l'occasion des soixante ans du Code du statut personnel, il assure la direction artistique d'un spectacle théâtral intitulé Mémoires d'elles, basé sur le travail de groupes de parole et d'écriture organisés par l'association Beity qui soutient des femmes en difficulté.
Suivant la même approche et dans la continuité des projets Mémoires d'elles et De fil en aiguille à Mosmar El Kassaa (2019), il met en place la pièce de théâtre Rue El Behja présentée à Dar Bach Hamba en janvier 2023, là encore dans une démarche féministe participative et inclusive.

## Filmographie

### Télévision
- 1993 : Des héros ordinaires : contrôle d'identité (1 épisode) de Peter Kassovitz : Omar[9]
- 1994 : Amwaj de Slaheddine Essid, Ali Ben Arfa et Ali Mansour : Mostafa[9]
- 1999 : Anbar Ellil de Habib Mselmani[9]
- 2017 : Al Dawama de Naïm Ben Rhouma, Mohamed Ali Mihoub et Abdelmonem Hwass :  Alhaj Hechmi[9]
- 2019 : Nouba d'Abdelhamid Bouchnak (épisodes 1-4) : Sadok Bezdig[9]
- 2021 : 13 rue Garibaldi d'Amine Chiboub, Azza Saadi et Rabaa Essefi : détective Mehrez[9]
- 2025 : El Fetna de Saoussen Jemni (invité d'honneur) : Larbi Sallemi

### Cinéma
- 1994 : Des feux mal éteints de Serge Moati : l'OAS[9]
- 2010 : Les Palmiers blessés d'Abdellatif Ben Ammar[9]
- 2013 : Bastardo (en) de Nejib Belkadhi : Khadhra[9]
- 2020 : Hammamet de Gianni Amelio : le commerçant[9]
- 2022 : K7 de Jasser Oueslati (court métrage)[9]

## Publications
- La fin tragique du théâtre…?, Sousse, Contraste Éditions, 2020, 148 p. (ISBN 978-9973878717).